# دهستان گنی
دهستان گنی (به لاتین: Genye Gewog) یک دهستان در کشور بوتان است که در ناحیهٔ تیمفو واقع شده‌است.